# Hilara albiventris
Hilara albiventris är en tvåvingeart som beskrevs av Roser 1840. Hilara albiventris ingår i släktet Hilara och familjen dansflugor. Inga underarter finns listade i Catalogue of Life.